# Vasili Agapkin
Vasily Ivanovich Agapkin (ruso: Василий Иванович Агапкин; 3 de febrero de 1884-29 de octubre de 1964) fue un director de orquesta, compositor y autor soviético de la famosa marcha "El adiós de Slavianka" (escrita en 1912).

## Infancia
Nació el 22 de enero (3 de febrero en el calendario greoriano), de 1884, en el pueblo Shancherovo de la provincia de Riazán en el seno de una familia de campesinos pobres. Su padre, Ivan Iustinovich, pronto se mudó a Astracán, donde trabajó como estibador. Un año después del su nacimiento su madre murió y su padre se volvió a casar con Anne Matveyevna, lavandera del puerto de Astracán. Sin embargo, cuando Vasily tenía 10 años, su padre también murió. El trabajo de Anna Matveevna sólo era suficiente para alimentar al joven hijo de Iván, y así se vio obligado a enviar Vasily y sus dos hijas a pedir limosna.
Al escuchar a una banda militar de música una vez en la calle cambió su vida. A la edad de 10 años se convirtió en estudiante de la banda del 308º Batallón Tsaryov de la Reserva. En el transcurso de cinco años, con 14 años, se convirtió en uno de los mejores trompetistas del regimiento. A partir de entonces toda su vida estuvo conectada con orquestas militares.

## Estancia en Tambov
En 1906, Vasily Agapkin fue reclutado para el servicio militar, en el 16° regimiento de dragones Tver, que estaba cerca de Tiflis. En diciembre de 1909, al finalizar, Agapkin se fue a Tambov.
Allí, 12 de enero de 1910, el año fue a dar de alta trompetista en la séptimo regimiento de caballería de reserva. Se casó, y en el otoño de 1911 sin necesidad de interrumpir el servicio se involucró en la clase de metal Escuela de Música Tambov; la clase dirigido por maestro Fedor Mikhailovich Kadichev. Vivió en la calle Gymnasium.
En octubre de 1912 comenzó la Primera Guerra de los Balcanes. Bajo la influencia de esta y con motivo de la salida de los voluntarios rusos a los Balcanes, Agapkin estando en Tambov, escribió la música para la marcha "El adiós de Slavianka", que rápidamente se hizo popular.
Según otra versión, la melodía de la marcha se escribió en la ciudad de Gyumri en Armenia, donde Agapkin estaba sirviendo. En este momento, comenzó el ascenso del movimiento de liberación nacional en Bulgaria, con el que está conectada la marcha "El adiós de Slavianka".
Después de la victoria de la Revolución Socialista de octubre, Vasily Agapkin ingresó voluntariamente al Ejército Rojo en 1918 y organizó una banda de música en el 1.er Regimiento de Húsares Rojos. Agapkine se convirtió en un funcionario de la GPU en varias ciudades bielorrusas. En 1920, Agapkin regresó a Tambov; dirigió el estudio de música y la orquesta de las tropas de la GPU.
5 de agosto de 1922 Agapkin y la orquesta dieron un concierto de despedida en Tambov, tras lo cual se trasladaron a Moscú.

## Estancia en Moscú
El 5 de agosto de 1922, él y su orquesta tuvieron un gran éxito en un concierto benéfico en Moscú. En enero de 1924, la Orquesta de Agapkin participó en una ceremonia fúnebre durante el funeral de Lenin. En 1928, Agapkin organizó una banda de música de niños de la calle; para muchos de ellos fue el comienzo de la carrera profesional de músico. En la década de 1930 dirigió la orquesta de la Escuela de Graduados de la NKVD, y llevó a cabo una serie de grabaciones.
Al comienzo de la Gran Guerra Patria, Agapkin fue nombrado Maestro de capilla sénior de la División de Fusileros Motorizados Separados de Dzerzhinsky de las tropas de la NKVD y confirió el rango de cuartel militar de 1.er rango. Agapkin dirigió la orquesta militar combinada durante el famoso Desfile de la Plaza Roja en Moscú el 7 de noviembre de 1941. "Adiós a Slavianka" fue una de las cuatro marchas que se interpretaron ese día.
El 24 de junio de 1945 en el Desfile de la Victoria, la Orquesta de Agapkin también formó parte de la orquesta combinada.
Después del final de la Gran Guerra Patria Vasily Ivanovich Agapkin vivió en la ciudad de Khotkovo, región de Moscú. 
V. I. Agapkin se jubiló a la edad de 72 años, con el rango de coronel.
Vassili Ivanovich Agapkin murió en 29 de octubre de 1964 en Moscú. Está enterrado en el cementerio Vagankovo.
Su música ha aparecido en muchas películas, incluyendo 72 Meters (2004).